# Związek Polskich Artystów Plastyków

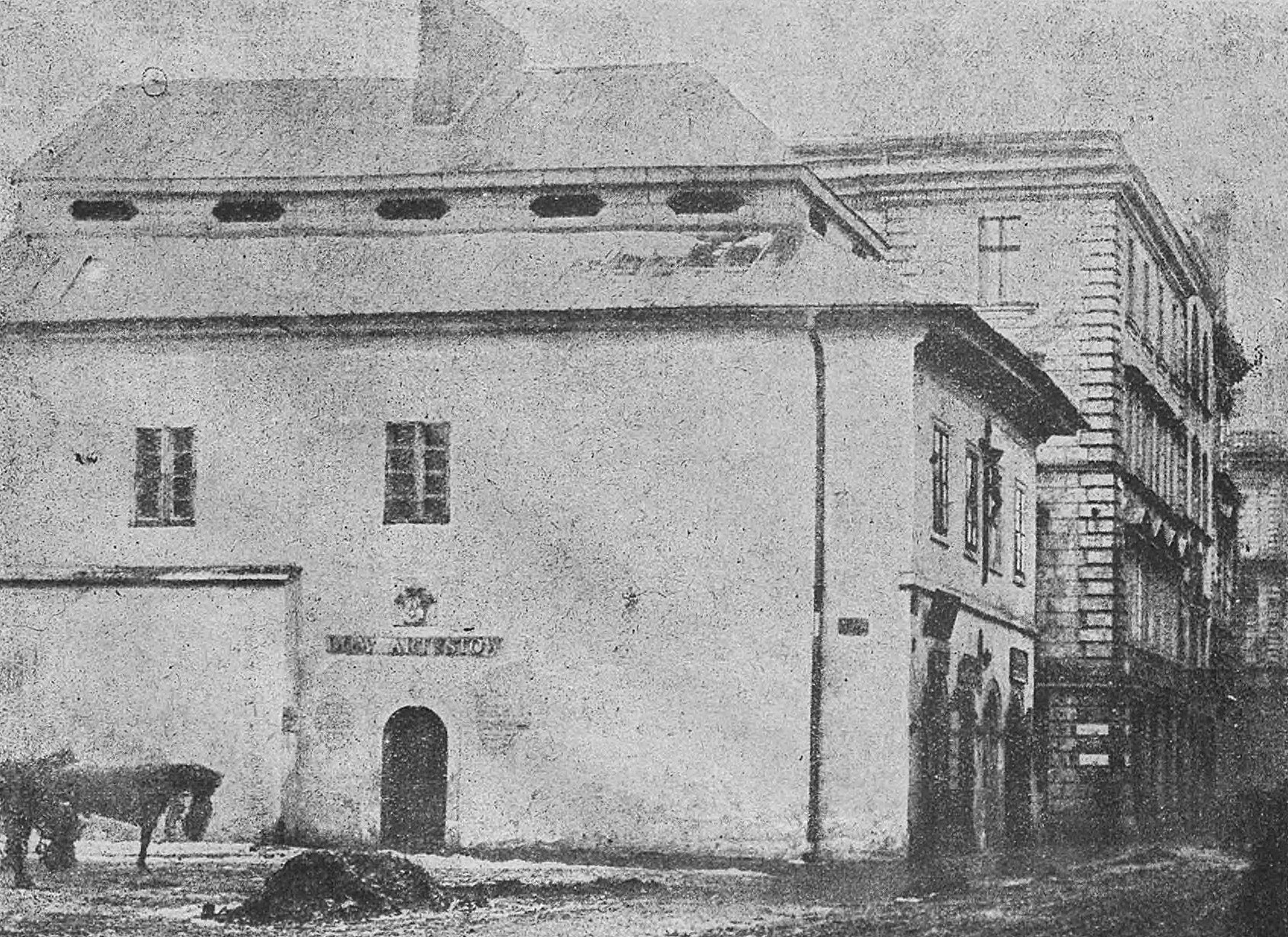
„Dom Artystów” w Krakowie, 1923

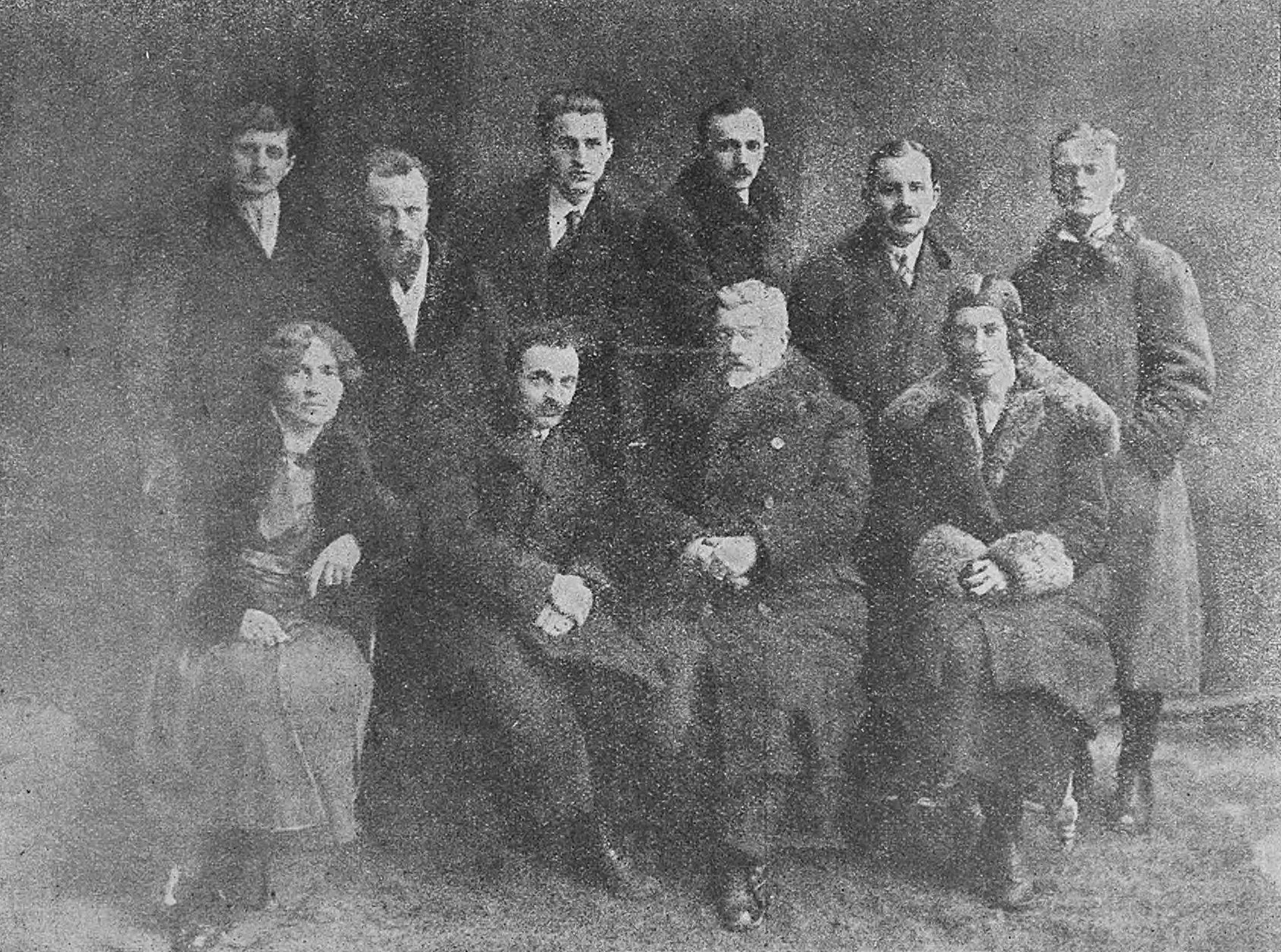
Wydział ZPAP w Krakowie, 1923

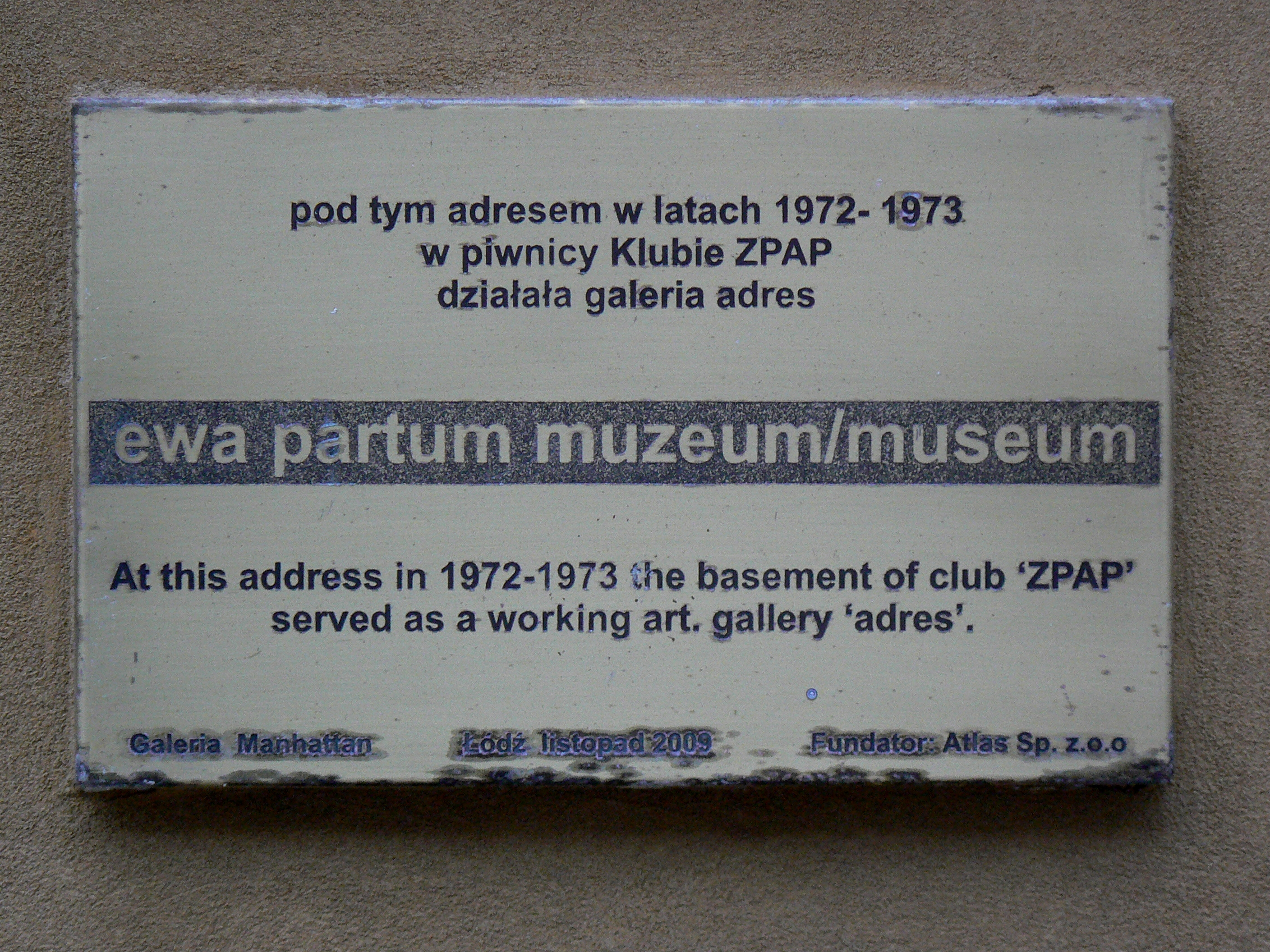
Tablica upamiętniająca działającą w latach 1972–1973 w piwnicy Klubu Związku Polskich Artystów Plastyków galerię „Adres”. Kamienica pod Gutenbergiem przy ul. Piotrkowskiej 86 w Łodzi

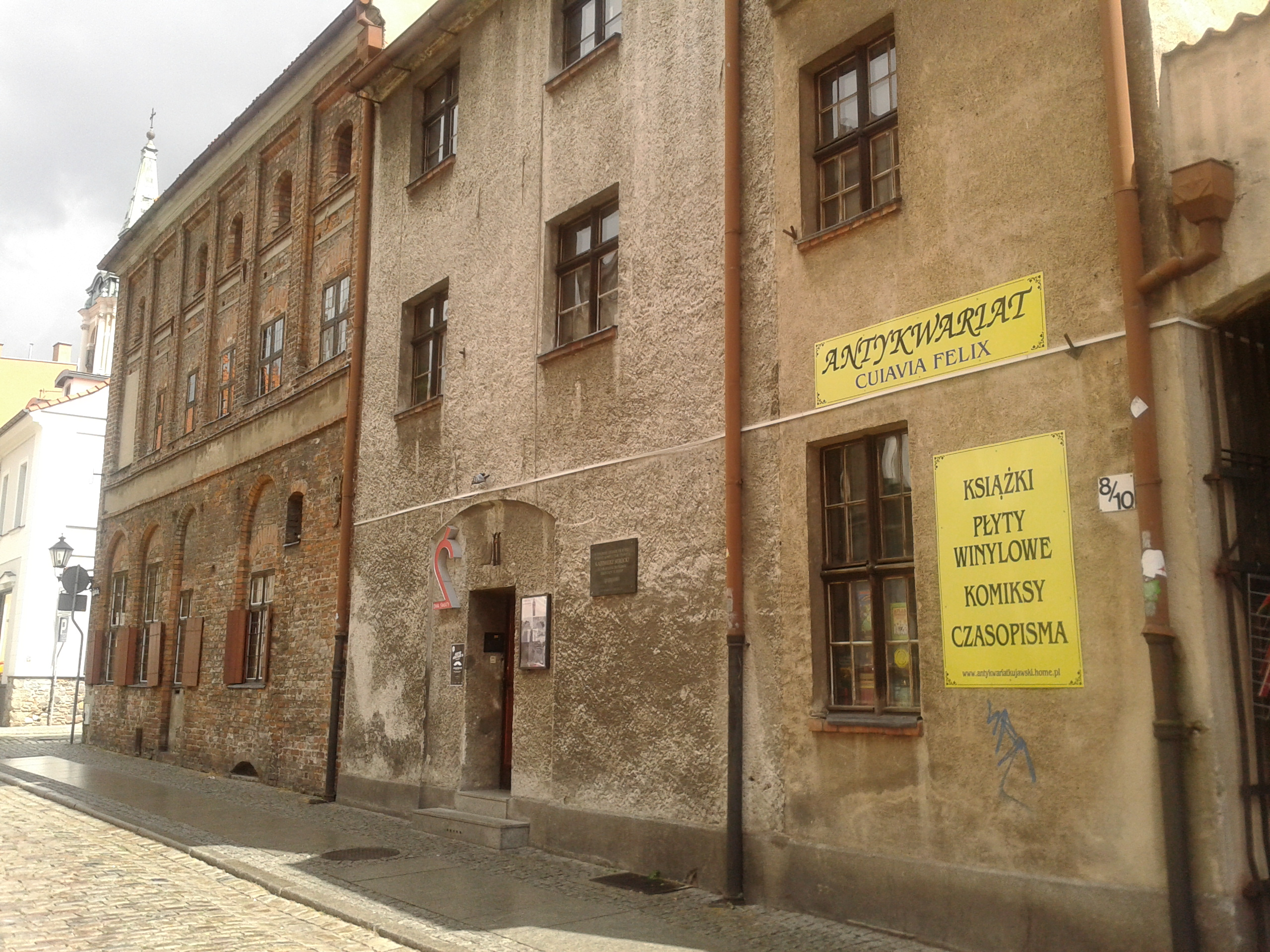
Galeria Na Piętrze w Toruniu

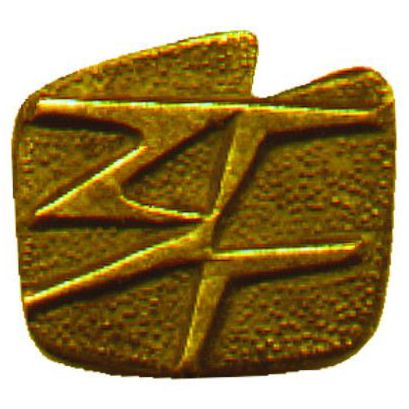
Złota Odznaka ZPAP

Związek Polskich Artystów Plastyków (ZPAP) – stowarzyszenie zarejestrowane w marcu 1911 w Krakowie, pierwotnie pod nazwą Związek Powszechny Artystów Plastyków, z inicjatywy Tytusa Czyżewskiego oraz Zbigniewa i Andrzeja Pronaszków.

## Historia
W 1911 stowarzyszenie liczyło 112. członków. Pierwszym prezesem Związku Powszechnego Artystów Polskich był Leon Kowalski.
W 1921 powstał Związek Polskich Artystów Plastyków w Krakowie, z siedzibą przy (tzw. „Dom Artystów” przy placu św. Ducha w Krakowie).
W 1961 został wybity medal upamiętniający o treści 50-lecie Związku Polskich Artystów Plastyków 1911-1961, zaprojektowany przez Wandę Czełkowską.
18 grudnia 1981 działalność ZPAP zawieszono podobnie, jak wielu innych stowarzyszeń twórczych. 20 czerwca 1983 ZPAP rozwiązano w odwecie za poparcie postulatów „Solidarności” przez jego członków.

### Po 1989 roku
W grudniu 1989 roku w Krakowie odbył się XVII Walny Zjazd Delegatów, który uchwalił „Deklarację Programową” i wybrał nowe władze. 14 czerwca 1989 ZPAP ponownie zarejestrowano. Po 9 latach od zawieszenia działalności XVII Walny Zjazd Delegatów ZPAP wybrał nowego prezesa, którym został Zbigniew Makarewicz.
Decyzją Ministra Kultury 1 lutego 1995 Związek uzyskał zezwolenie na zbiorowe zarządzanie prawami autorskimi do dzieł plastycznych w kwestiach: zwielokrotniania wszelkimi technikami, w tym drukarską, reprograficzną, magnetyczną i cyfrową, wprowadzania do obrotu oryginału lub zwielokrotnionych egzemplarzy dzieła, użyczenia i najmu oryginału lub zwielokrotnionych egzemplarzy dzieła, wystawiania dzieł, nadawania za pomocą wizji przewodowej lub bezprzewodowej przez stację naziemną i satelitarną, reemitowania, publicznego udostępniania dzieł w miejscu i czasie wybranym przez zainteresowanych oraz prawo do pobierania na rzecz twórców i ich spadkobierców wynagrodzenia w wysokości 5% od ceny dokonywanych zawodowo odsprzedaży oryginalnych egzemplarzy dzieła plastycznego.
28 kwietnia 2004 roku Okręg Krakowski uzyskał osobowość prawną na mocy postanowienia Sądu Rejonowego dla Krakowa Śródmieścia o wpisie ZPAP Okręg Krakowski do Krajowego Rejestru Sądowego – Rejestru Stowarzyszeń, Innych Organizacji Społecznych i Zawodowych, Fundacji Oraz Publicznych Zakładów Opieki Zdrowotnej oraz Rejestru Przedsiębiorstw.
ZPAP zrzesza ponad 4500 twórców sztuk wizualnych: malarstwo, grafika, rzeźba, medalierstwo, ceramika, szkło, witraż, tkanina artystyczna, architektura wnętrz, wzornictwo przemysłowe, scenografia skupionych w 21. okręgach i 2. oddziałach w największych miastach Polski, jest reprezentowany w Światowym Komitecie Wykonawczym Międzynarodowego Stowarzyszenia Sztuk Plastycznych i Radzie Artystów Europy.
Zarząd główny mieści się w Warszawie.

## Współczesna struktura

### Okręgi
Bielsko-Biała, Bydgoszcz, Częstochowa, Gdańsk, Gliwice-Zabrze, Katowice, Kielce, Koszalin, Kraków (w  tym Oddział Nowy Sącz), Lublin, Łódź, Olsztyn, Opole, Poznań, Radom, Rzeszów, Szczecin, Tarnów, Toruń, Warszawa, Wrocław, Zakopane, Zielona Góra.

### Galerie
- „Galeria Marszand” – Rynek Kościuszki 17, Białystok
- „Galeria PPP” – Rynek 27, Bielsko-Biała
- „Galeria 85” – ul. Gdańska 17, Bydgoszcz
- „Artefakt” – ul. Mariacka 46–47, „Koło” – ul. Piwna 66–67, Gdańsk
- „Galeria ArtNova2” – ul. Dworcowa 13, Katowice
- „Galeria” – ul. Sienkiewicza 29, Kielce
- „Galeria Pryzmat” – ul. Łobzowska 3, Kraków
- „Galeria ART” i „Galeria Pod Podłogą” – ul. Krakowskie Przedmieście 62, Lublin
- „Galeria 86” – al. Kościuszki 24, Łódź[5]
- „Galeria” – ul. Zamkowa 2A, Olsztyn
- „Galeria” – ul. Krakowska 1, Opole
- „Galeria u Jezuitów” – ul. Dominikańska 8, Poznań
- „Galeria” – ul. Mickiewicza 5, Rzeszów
- „Galeria Kierat 1” – ul. Koński Kierat 14, „Galeria Kierat 2” – ul. Małopolska 5, Szczecin
- Galeria „Na Piętrze” – ul. św. Ducha 8/10/12, Toruń
- Galerie OW ZPAP: „Galeria DAP1”, „Galeria DAP2”, „Galeria DAP3”, „Galeria Lufcik” i Galeria ART w Domu Artysty Plastyka – ul. Mazowiecka 11A (Warszawa), „Galeria ART” – ul. Krakowskie Przedmieście 83, Warszawa
- Galeria BB – Jatki 3-6, Domus Galeria Marta Hubka – Jatki 7-8, Art and Prints Gallery – Jatki 10, Szkło×100 – Jatki 11, Galeria Sztuki Współczesnej Krystyny Kowalskiej – Jatki 14–15, Galeria Tkacka Na Jatkach – Jatki 19–24, Galeria Na Odwachu – Świdnicka 38A, Galeria Na Solnym – pl. Solny 11, Galerie Okręgu ZPAP Wrocław

## Prezesi ZPAP
- od 15 marca 1911 – Leon Kowalski
- 1989-1992 – Zbigniew Makarewicz[6]
- od 28 września 2002 – Jerzy Józef Biernat[7]
- od 28 marca 2010 – Jacek Kucaba[8]
- od 21 października 2014 do 10 listopada 2021[9] Janusz Janowski[10]
- od 2022 – Urszula Święcicka[11]